# Паоло Бачигалупи
Паоло Бачигалупи (на английски: Paolo Tadini Bacigalupi) е американски писател на фентъзи и научна фантастика.

## Биография и творчество
Негови разкази са публикувани в сборника „Pump Six and Other Stories“ през 2008 г. А неговият дебютен роман „Момиче на пружина“ е издаден през септември 2009 г. като печели награди Хюго, Небюла и Мемориална награда Джон Кемпбъл за 2010 г. Романът е обявен от списание Тайм за една от 10-те най-добри книги за 2009 г.
„Момиче на пружина“, както и много от разказите му, изследват ефектите от биоинженерството и свят, в който изкопаемите горива са останали в историята. Занимава се с етиката, възможните последици от генното инженерство, западното влияние, природата на хуманността и свят, в който, въпреки драстичните промени, хората запазват своята същност.

### Романи
- „Момиче на пружина“, (The Windup Girl) (2009)
- Zombie Baseball Beatdown (2013)
- The Doubt Factory (2014)
- The Water Knife (2015)

### Серия (Ship Breaker)
1. Ship Breaker (2010)
2. The Drowned Cities (2012)

### Сборници
- Pump Six and Other Stories (2008)

### Повести
- The Alchemist (2011) – с J. K. Drummond

### Разкази
- „Pocketful of Dharma“ (1999)
- „The Fluted Girl“ (2003)
- „The People of Sand and Slag“ (2004)
- „The Pasho“ (2004)
- „The Calorie Man“ (2005)
- „The Tamarisk Hunter“ (2006)
- „Pop Squad“ (2006)
- „Yellow Card Man“ (2006)
- „Softer“ (2007)
- „Small Offerings“ (2007)
- „Pump Six“ (2008)
- „The Gambler“ (2008)

### Аудиокниги
- The Alchemist and The Executioness, 2010 – с Тобиас Букел